# Medicago brachycarpa
Medicago brachycarpa — вид квіткових рослин з родини бобових (Fabaceae).

## Морфологічна характеристика
Це ворсинчаста розгалужена від основи рослина. Стебла від лежачих до висхідних чи прямовисних, 3–25 см. Прилистки яйцювато-ланцетні, цілокраї чи зубчасті. Листочки від подовжених до обернено-яйцеподібно-клинуватих, закруглені на кінчику, зубчасті, 5–15 × 3–8 мм. Суцвіття зонтикоподібні з 10–16 квітками. Чашечка дзвоникоподібна, 3 мм; зубці лінійно-шилуваті, у 2—3 рази довші за трубку. Віночок жовтий, 2.5–3 мм. Плоди плоскі, напівяйцеподібні, 1-2-насінні, 4–6 × 3–5 мм; дзьоб 1–1.25 мм. Насіння яйцювате, зморшкувате, 2–2.5 × 1.5 мм.

## Поширення
Росте на півдні Європи (у Криму статус рослини невизначений — це рідна чи заносна люцерна) й на заході Азії (Вірменія, Азербайджан, Грузія, Ліван, Сирія, Туреччина, Ірак, Іран). Населяє вапнякові скелі, степ, сосновий ліс, дубовий чагарник, оброблені поля. Зустрічається на висоті від 350 до 2100 метрів над рівнем моря.

## Використання
Medicago brachycarpa є третинним диким родичем і потенційним донором генів люцерни. Жодного іншого використання не зафіксовано.